# Control de motores de corriente continua
Las técnicas de control de motores de corriente continua son herramientas que se utilizan para controlar la velocidad, el par y el suministro de potencia de los motores de corriente continua. El control de motores puede llevarse a cabo mediante tiristores y un conocimiento básico de electrónica de potencia.
La mayoría de motores utilizados en la industria se conectan directamente a las líneas de distribución eléctrica, y se alimentan con corriente alterna o corriente directa. Las terminales de los devanados del motor se conectan directamente a las líneas de suministro eléctrico, y sus características de operación se mantienen inalterables, al tener una tensión de entrada constante. El motor trabaja en condiciones nominales cuando se alimenta con la tensión indicada en la placa de operación, entregando potencia constante a la carga conectada en el eje.
La naturaleza de la carga que se acopla al eje del motor define el comportamiento de esta máquina. Para el caso de una carga liviana, el motor desarrollara una velocidad relativamente alta y un par de giro bajo. Por el contrario, si se dispone de una carga pesada o difícil de mover, el motor se moverá a una velocidad menor y entregara más par, pues una mayor carga lo exige. Sin embargo, si la carga se mantiene constante, la operación del motor también se mantendrá constante, sin posibilidades de controlar la velocidad debido a que la tensión de suministro no se ve modificada.
Existen casos en la industria que requieren el manejo de las características de operación de los motores. Este control se suele hacer mediante tiristores. La combinación del motor, los tiristores de control y demás componentes electrónicos asociados son conocidos como el sistema de control de velocidad, sistema de accionamiento o sistema de excitación de motor.

## Factores que facilitan el manejo de la fuerza electromotriz

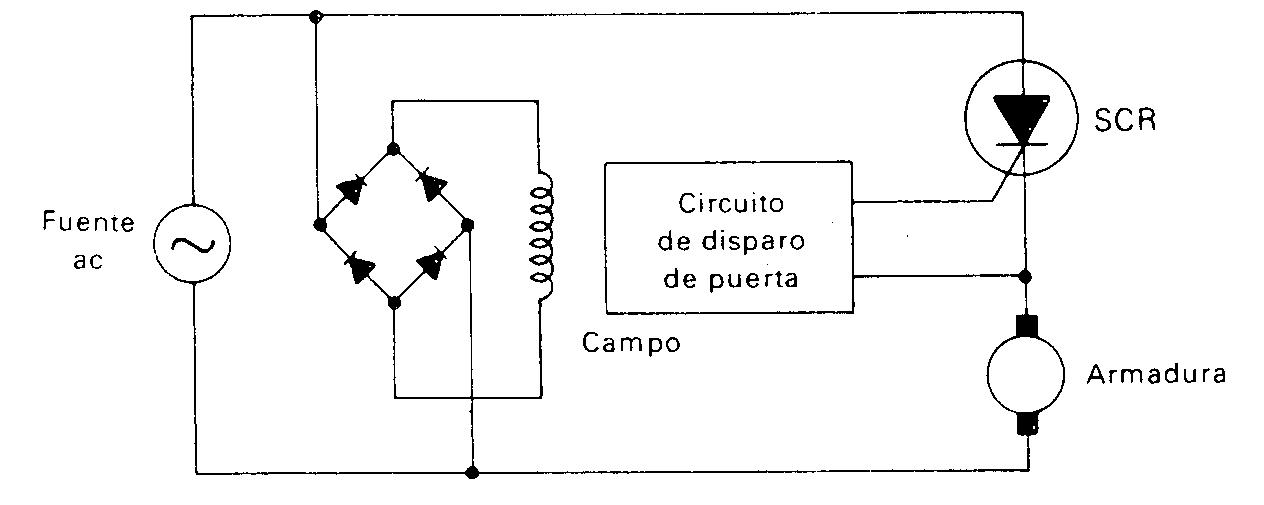
Uso de Tiristores para Control de Motores DC

- La intensidad del campo magnético. Mientras más intenso sea el campo, la fuerza contra-electromotriz tiende a ser mayor.
- La velocidad de rotación. Mientras mayor sea la velocidad, la fuerza electromotriz tiende a ser mayor. también puede variar hay diferentes formatos para desarrollarlo.

## Forma de variar la velocidad de un motor DC en derivación
- Ajustar el voltaje (y la corriente) aplicado al devanado del campo. Al aumentar el voltaje de campo, el motor desacelera.
- Ajustar el voltaje (y la corriente) aplicado a la armadura. Al aumentar el voltaje en la armadura el motor acelera.

El control de armadura muchas veces se prefiere al de campo pues puede manejarse con más libertad la producción de par con este método.

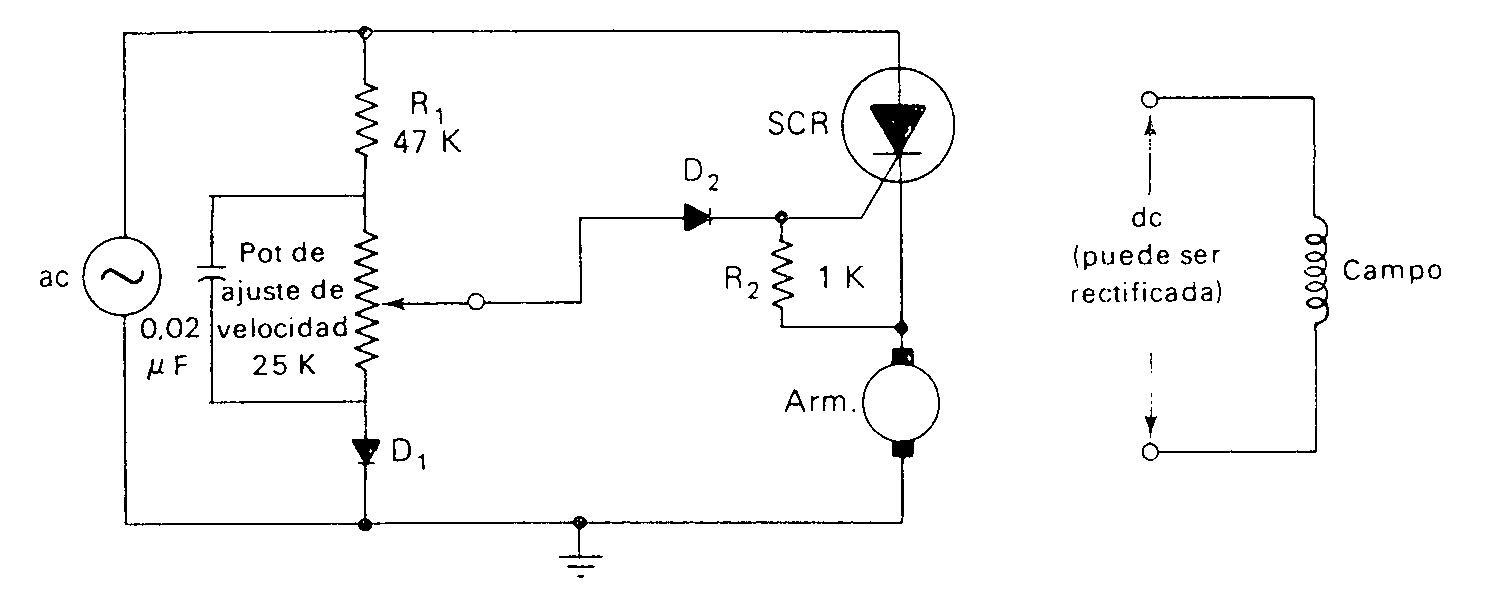
SCR y Sistema de Control

El control de armadura produce pérdidas de rendimiento y velocidad constante. No es muy usado.

## Control de armadura con tiristor
En este caso el SCR (Sillicone Controlled Rectifier) puede hacer la mayor parte de las funciones de un reóstato, en el control de la corriente promedio de una carga sin las limitaciones de gran potencia. Estos son pequeños, poco costosos y eficientes en energía. Es natural acoplar el motor para control de armadura para la velocidad del motor. Según la figura el SCR proporciona entonces rectificación de media onda y control al devanado de armadura. Si se da un temprano disparo del SCR, el voltaje y la corriente promedio de la armadura aumentan y el motor puede trabajar con más rapidez. Al disparar el SCR más tarde, se reducen el voltaje y la corriente promedio y el motor trabaja más lento.

## Sistema de control de media onda y una fase para la velocidad de un motor DC en derivación

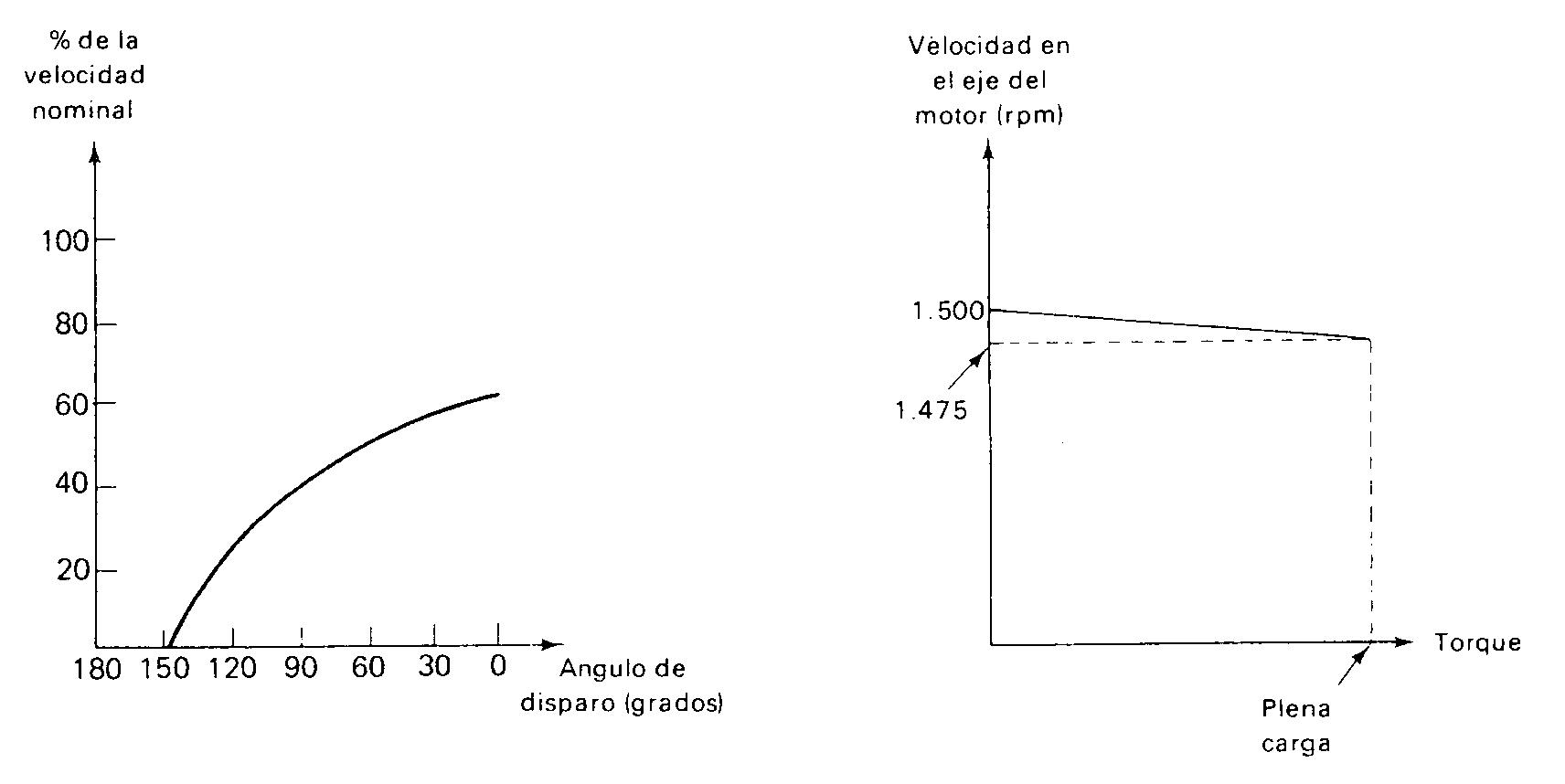
Dependencia de Velolcidad de Giro a Angulo de Disparo

La velocidad del motor se ajusta con el potenciómetro de 25 K. Al girarlo hacia arriba, aumenta la velocidad del motor, esto se debe a que el voltaje de compuerta en relación con tierra se vuelve una parte mayor del voltaje respectivo de la línea de CA, y esto permite que el voltaje de compuerta a cátodo llegue más temprano en el ciclo al valor del voltaje de disparo del SCR. 
La relación entre la velocidad y el ángulo de retardo de disparo, para este sistema, se grafica. Se puede ver que la acción de control de velocidad se logra en un ajuste bastante apretado de unos 70˚ a 110˚.
Cuando disminuye la fuerza electromotriz, baja el voltaje de cátodo a tierra, porque VK depende de gran parte de la fuerza electromotriz. Si VK disminuye, el disparo del SCR se efectúa antes porque VG no tiene que aumentar tanto para que el voltaje cátodo-ánodo sea lo suficientemente grande como para disparar el SCR. Un aumento en el par de giro produce una reducción en el ángulo de disparo, a su vez, esto nos da una mayor corriente y voltaje de armadura elevando la velocidad y compensando cualquier caída de velocidad dada por la elevación de par de giro.

## Sistema de Control de Media Onda Monofásico para la Velocidad de un Motor DC

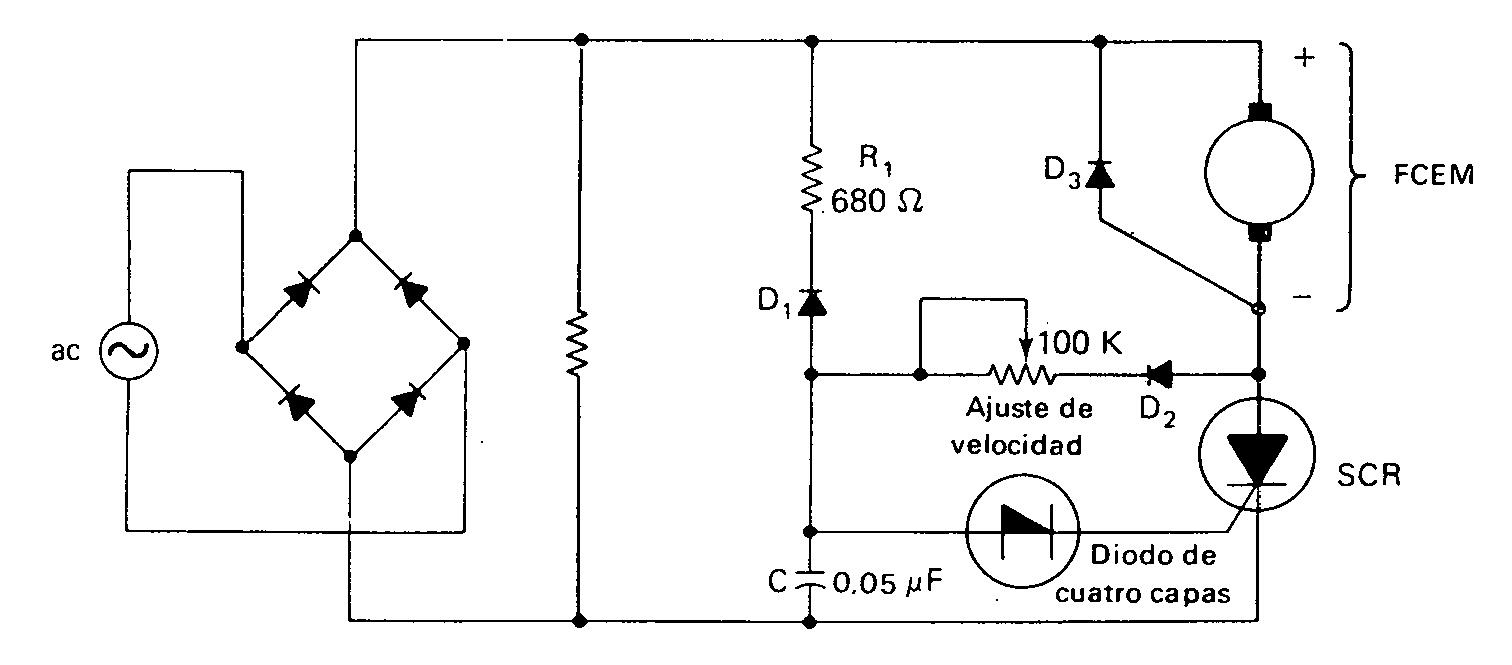
Control de Media Onda para la Velocidad de un Motor DC

El funcionamiento de este control se describe a continuación: la corriente alterna que llega se rectifica en un puente de onda completa, cuyo voltaje pulsante de DC se aplica al devanado de campo y al circuito de control de armadura. Se carga el capacitor con la corriente que fluye por el devanado de la armadura, de baja resistencia, a través del diodo D2 y el potenciómetro para el ajuste de velocidad luego sigue a la placa superior del capacitor. El capacitor se carga hasta llegar al voltaje de transición conductiva del SUS [Interruptor unilateral de silicio]. En ese instante el SUS permite que se descargue parte del capacitor en la compuerta del SCR, disparándolo. El ángulo de disparo se determina por la resistencia del potenciómetro de ajuste de velocidad, que determina la rapidez de carga de C. El diodo D3 suprime toda polarización inversa producto del devanado inductivo de la armadura al terminar medio ciclo. Cuando el SCR abre al final de un semiciclo, la corriente continua circulando en el lazo D3 y armadura. El objeto de la combinación R1-D1 es proporcionar una trayectoria de descarga para el capacitor C. Recuerde que el SUS no vuelve totalmente a los 0 V, cuando se dispara. El capacitor no puede descargar toda su carga a lo largo del circuito cátodo-compuerta del rectificador del silicio. Queda algo de carga en la placa superior de C. A medida que los pulsos del suministro de DC se acercan a 0, la carga en C se descarga a través de R1 y D1. Así el capacitor pierde toda carga residual para comenzar la siguiente pulsación del puente de diodos.

## Control de motores DC en aplicaciones ferroviarias
Actualmente, la mayoría de los trenes utilizan motores asíncronos o de inducción para la tracción ferroviaria, ya que son más baratos y robustos que los motores de corriente continua. Además, son más eficientes y presentan menos averías.
En España, tan solo un reducido número de unidades ferroviarias circulan todavía con motores de corriente continua, como las series UTE-3800 FEVE y 446 de cercanías, por ejemplo.
Para controlar motores CD alimentados por una línea en corriente alterna, ya sea monofásica o trifásica, se utilizan generalmente rectificadores controlados, formados por tiristores o transistores IGBT. Sin embargo, en la práctica no existen redes ferroviarias alimentadas en alterna cuyos trenes utilicen motores de continua, por lo que no se utilizará esta tecnología en trenes.
Existen dos formas de controlar la velocidad en motores de corriente continua, alimentados por una tensión continua:
- Regulación mediante reostatos.
- Regulación mediante recortadores o choppers.

### Regulación mediante reóstatos
Consiste en una resistencia variable conectada en serie en el devanado de inducido. Esta resistencia provocará una caída de tensión en el inducido que hará que la fem del motor sea menor y, por tanto, se reduzca la velocidad, según la siguiente expresión:
{\displaystyle n=E/(k_{E}*\phi )=(V-R_{i}*I_{i})/(k_{E}*\phi )}
Esta tecnología se utilizaba antes fundamentalmente en el arranque de motores, donde la intensidad de inducido es muy alta, para proteger a los circuitos y los devanados. Actualmente no se utiliza ya que, aunque es un control muy sencillo de la velocidad, está siempre disipando energía, por lo que el consumo eléctrico del motor es elevado incluso a velocidades bajas.

### Regulación mediante recortadores o choppers

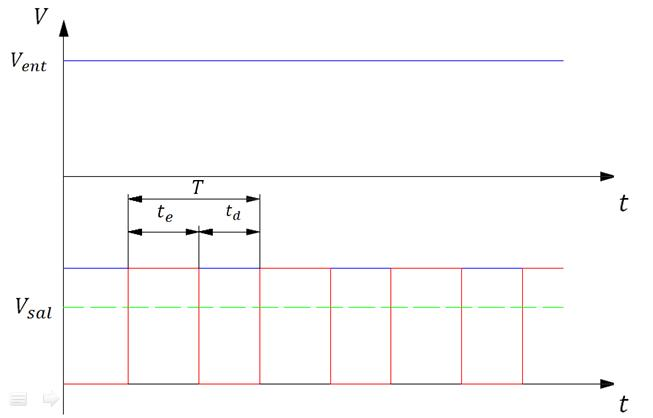

Este sistema de regulación permite reducir el nivel de tensión directamente en corriente continua mediante unos dispositivos llamados recortadores o choppers. Estos elementos disponen de varios interruptores estáticos, que pueden ser dispositivos de electrónica de potencia como tiristores GTO, IGBT o Transistores Mosfet, y que permiten controlar en qué instantes de tiempos conducen o no la corriente a través del circuito.
Variando, por tanto, los tiempos de conexión y desconexión, se originará una señal de salida de forma cuadrada (ver imagen a la derecha), de mayor o menor amplitud de pulso cuyo valor medio corresponde a la tensión de salida. Esta tensión de salida viene dada por la ecuación:
{\textstyle V_{s}=V_{e}*k}
{\textstyle k=t_{e}/(t_{e}+t_{d})}
NOTA: el factor k se denomina "ciclo de trabajo".
Esta es la tecnología que se utiliza en actualmente en los trenes que llevan motores DC.